# Gli antennati
Gli antennati è stato un programma televisivo italiano andato in onda su Rai 2 per due edizioni. La prima, composta da venti puntate, è andata in onda alle 18 dal 25 settembre al 24 ottobre 1989, mentre la seconda (intitolata Gli antennati 2 - La vendetta) è stata trasmessa, con cadenza settimanale, il venerdì alle 22.05 dal 15 marzo 1991 per dieci puntate.
Ideata da Nicoletta Leggeri, tra gli autori erano presenti anche Anna Scriboni, Angelo Ferrari e Rosario Montesanti. La trasmissione era priva di conduzione

## La trasmissione
Nel primo ciclo di trasmissioni è stato proposto come una striscia di spezzoni provenienti dall'archivio RAI montati appositamente per creare un risultato comico, filmati tratti dal "dietro le quinte" delle trasmissioni dell'azienda pubblica e fuori onda. Tra i momenti salienti spiccava "L'angolo della perfidia", durante il quale Angelo Ferrari, autore della trasmissione, realizzava delle improbabili interviste a personaggi noti montando pezzi di filmati d'archivio ottenendo così delle risposte bizzarre.
Il programma è stato riproposto nella primavera del 1991 con una formula incentrata più sul varietà che sulle immagini di repertorio; gli autori scelsero di ingaggiare il personale in forze all'azienda per mostrarli al pubblico con un ruolo totalmente differente da quello solito, facendo ad esempio eseguire ai giornalisti dei brevi numeri di danza. Furono inoltre realizzati una rubrica sportiva, un telegiornale sui generis, venne proposta la miniserie thriller ambientata negli studi della RAI Mr. Audience & Mrs. Share (Ovvero: quando si odia), che raccontava inganni e raggiri messi in pratica per ottenere buoni risultati Auditel, durante la quale recitarono, tra gli altri, le annunciatrici RAI. Venne inoltre riproposto "L'angolo della perfidia".

## Sigla musicale
La sigla musicale è stata composta ed eseguita dal complesso Flower's Blues Band di Finale Emilia.